# 조선민주주의인민공화국 올림픽 위원회
조선민주주의인민공화국 올림픽 위원회(朝鮮民主主義人民共和國 올림픽 委員會, 영어: Olympic Committee of the Democratic People's Republic of Korea)는 조선민주주의인민공화국을 대표하는 국가 올림픽 위원회이다. IOC 코드는 PRK이다. 본부는 평양시에 있으며 아시아 올림픽 평의회에 소속되어 있다.
1953년에 설립했으며 1957년에 승인을 받았다. 올림픽, 아시안 게임을 비롯한 국제 스포츠 대회에 참가하는 조선민주주의인민공화국의 선수들을 대표한다.

## 같이 보기
- 조선장애자체육협회